# Mariko (Mali)
Mariko is een gemeente (commune) in de regio Ségou in Mali. De gemeente telt 23.300 inwoners (2009).